# La vida y la muerte
La vida y la muerte (en inglés The Living and the Dead) es una novela del escritor australiano y ganador del Premio Nobel de Literatura de 1973, Patrick White. Fue publicada en 1941, a principios de la Segunda Guerra Mundial, mientras el autor alternó su residencia entre el Reino Unido y los Estados Unidos.

## Trama
La novela se desarrolla en los años 1930 en Londres, y cuenta la disparatada historia de Catherine Standishes y sus hijos Elyot y Eden. Las relaciones entre los personajes son muy débiles, y cada uno busca las soluciones por su cuenta. Poco a poco, la cercanía de la guerra subraya su insignificancia. 
La intriga también alude a la guerra civil española y a la influencia de la Gran Depresión, del comunismo y del surgimiento de la cultura estadounidense.